# 淀
淀（よど）は、京都府京都市伏見区西南部の地域名。本項では淀および納所（のうそ）を冠する町名の区域を中心とする地域（京都市の地域自治の単位である学区（元学区）における淀学区・淀南学区・納所学区）について述べる。
同地域に所在する京都競馬場は「淀」とも通称される。

## 地理
- 河川：桂川、宇治川、木津川

もとは淀川水系の桂川、宇治川（淀川本流）、木津川の三川合流の地だったが、明治初期の木津川付け替え、明治後期の宇治川付け替えによって地形が大きく変化した経緯を持つ。この影響で、宇治川の現河道や木津川の旧河道付近は久世郡久御山町や八幡市の飛地と錯綜している箇所がある。

## 歴史
淀の地は、古代から京都の外港として機能し、古くは「淀津」（＝淀の湊の意）と呼ばれる。『日本後紀』延暦23年（804年）7月24日条に桓武天皇が「与等津」に行幸したとある。この淀津は桂川の右岸の大下津・水垂を中心に、一部対岸の納所も含んでいたとされる。平安時代末から鎌倉時代になると港だけでなく、「魚市」として知られるようになる。この魚市は納所の南西に位置した当時の三川合流点の中の島あたりに相当するとされる。またこの頃、淀津の中心である桂川右岸を西淀、魚市辺りは東淀と呼ばれていた。
また、軍事上の要地でもあった。室町時代後期になると史料に城の存在を確認でき、『実隆公記』には「淀藤岡城」で薬師寺元一が敗れたとある。また、明智光秀は天王山の戦いで、勝竜寺城と淀城を両翼としたが敗北し、淀城は豊臣秀吉の支配下となった。秀吉は、茶々（淀殿）の産所として淀城（淀古城）を修築したが、淀殿と鶴松が大阪城に移ると衰退し、伏見城造営が決定されると、文禄3年（1594年）3月に破却された。
豊臣政権下までは淀城（淀古城）は宇治川右岸の納所に置かれたが、徳川政権下では宇治川 - 木津川間の「島之内」に淀城が置かれ、宇治川を渡る淀小橋により納所を経て京・伏見と、木津川を渡る淀大橋により八幡を経て大坂へとつながっていた。淀城下は池上町、下津町の2町に寛永14年から同16年に行われた木津川付け替えによって新町が加わり、この3町は城内三町と呼ばれた。他に、宇治川右岸の納所、桂川右岸の水垂、大下津の各一部で城外三町が構成された。また、淀城下は京街道の宿場のひとつである「淀宿」も兼ねた。
三川合流の地は、紀伊郡、久世郡、綴喜郡、乙訓郡の郡界が接する地でもあった。1889年（明治22年）の町村制施行では、城内三町は久世郡淀町、城外三町のうち納所は紀伊郡納所村、明治4年（1871年）に紀伊郡から乙訓郡へ転属した水垂、大下津は、樋爪村と合併して淀村となった。また、明治元年から同3年に行われた木津川付け替えによって同川の左岸から右岸に位置することとなった綴喜郡生津、際目、美豆の3村は、共に八幡外四郷を構成した川口村を含むことになった八幡町とは別に美豆村を発足させた。
1896年（明治29年）から1897年（明治43年）に行われた宇治川付け替えによって美豆村は大字美豆が宇治川の右岸、他の2大字（際目・生津）が左岸に分断され、旧河道となった淀町と納所村は地続きとなった。また、宇治川付け替えと同時期に行われた桂川改修によって淀村大字水垂、大下津の両集落が約200m西方へ移転となり、水垂に鎮座していた與杼神社が淀城内へ遷座された。
納所村は1931年（昭和6年）に京都市へ編入され、美豆村と淀村を編入した淀町は1957年（昭和32年）に京都市へ編入された。現在の町名で「淀」を冠しているのは旧・淀町の地域で、旧・納所村の地域は「淀」を冠していない。しかし、「淀」を冠していない納所は淀の一部としての歴史が最も長く、一方、「淀」を冠している旧・美豆村の地域は八幡の一部としての歴史が長い。

### 年表
- 天正17年（1589年） - 浅井茶々（淀殿）が淀城（淀古城）に入る。
- 元和5年（1619年） - 淀宿が設置される。
- 元和9年（1623年） - 廃藩となった伏見藩にかわって淀藩が立藩。淀城（新淀城）が島之内に築城される。
- 慶応4年1月5日（1868年1月29日） - 鳥羽・伏見の戦いで、敗走した幕府軍が淀藩へ助けを求めるが拒絶。
- 明治4年（1871年）- 水垂村・大下津村が久世郡から乙訓郡に編入[2][3]。
- 1878年（明治11年）- 水垂町が水垂村に、大下津町が大下津村に併合される[2][3]。
- 1889年（明治22年）10月1日 - 町村制施行による町村の成立。
  - 久世郡淀池上町、淀下津町、淀新町が合併し、淀町が発足。
  - 乙訓郡樋爪村、水垂村、大下津村が合併し、淀村が発足。
  - 紀伊郡納所町、納所村が合併し、納所村が発足。
  - 綴喜郡美豆村、際目村、生津村が合併し、美豆村が発足。
- 1910年（明治43年）4月15日 - 京阪本線開通と同時に淀駅が開業。
- 1925年（大正14年）12月1日 - 現在の京都競馬場が開設。
- 1931年（昭和6年） - 納所村が京都市へ編入され、伏見区に所属。
- 1935年（昭和10年）4月1日 - 淀町が綴喜郡美豆村[注釈 2]を編入。
- 1936年（昭和11年）2月11日 - 淀町が乙訓郡淀村[注釈 3]を編入。
- 1957年（昭和32年）4月1日 - 淀町が京都市へ編入され、伏見区に所属。

## 現行公称町
淀学区・淀南学区・納所学区の公称町について記す。下表は、現行の学区（元学区）および京都市編入前の町村・大字との対応を示しており、淀あるいは納所を冠する公称町はすべて含まれる。
| 学区      | 市 編 入 時    | 町村制施行時  | 町村制施行時 | 現行公称町名 |
| 学区      | 市 編 入 時    | 町村          | 大字         | 現行公称町名 |
| --------- | -------------- | ------------- | ------------ | --- |
| 淀 学区   | 久 世 郡 淀 町 | 乙訓郡 淀村   | 樋爪         | 淀樋爪町 |
| 淀 学区   | 久 世 郡 淀 町 | 乙訓郡 淀村   | 水垂         | 淀水垂町 |
| 淀 学区   | 久 世 郡 淀 町 | 乙訓郡 淀村   | 大下津       | 淀大下津町 |
| 淀 学区   | 久 世 郡 淀 町 | 久世郡 淀町   | 池上         | 淀池上町、 淀本町 |
| 淀 学区   | 久 世 郡 淀 町 | 久世郡 淀町   | 下津         | 淀下津町 |
| 淀 学区   | 久 世 郡 淀 町 | 久世郡 淀町   | 新町         | 淀木津町、 淀川顔町、 淀新町 |
| 淀南 学区 | 淀南 学区      | 綴喜郡 美豆村 | 美豆         | 淀美豆町 |
| 淀南 学区 | 淀南 学区      | 綴喜郡 美豆村 | 際目         | 淀際目町 |
| 淀南 学区 | 淀南 学区      | 綴喜郡 美豆村 | 生津         | 淀生津町 |
| 納所 学区 | 紀伊郡 納所村  | 紀伊郡 納所村 | 納所町       | 納所町 |
| 納所 学区 | 紀伊郡 納所村  | 紀伊郡 納所村 | 納所村       | 納所妙徳寺、 納所南城堀、 納所薬師堂、 納所北城堀、 納所星柳、 納所和泉屋、 納所中河原、 納所岸ノ下、 納所大野、 納所下野、 納所外島 |
| 納所 学区 | その他         | その他        | 向島         | 向島又兵衛 |
| 納所 学区 | その他         | その他        | 葭島新田     | 葭島渡場島町 |

### 淀学区

#### 旧淀村
淀樋爪町、淀水垂町、淀大下津町が該当する。いずれの町もかつての乙訓郡淀村の大字の名称・区域に由来する。これらの町の南東部を流れる桂川の右岸に位置する。
淀樋爪町（よどひづめちょう）は、京都市伏見区南西部に位置し、南西で淀水垂町と接し、西は長岡京市、北は伏見区羽束師（羽束師古川町）、東は桂川を隔てて伏見区横大路、納所と接する。桂川堤防沿いに府道水垂上桂線が通る 。中世は「樋爪荘」という荘園で知られ、安土桃山時代まで久我家の支配下に置かれた。江戸時代は乙訓郡樋爪村として、幕府領・鷹司家領・竹内家領・天龍寺領による相給の地であった。1889年（明治22年）の町村制施行により水垂・大下津とともに淀村の大字（乙訓郡淀村大字樋爪）となり、1936年（昭和11年）の淀村の淀町編入により久世郡淀町大字樋爪、1957年（昭和32年）の淀町の京都市編入により京都市伏見区淀樋爪町となる。郵便番号は613-0901。
淀水垂町（よどみずたれちょう）は、京都市伏見区南西部に位置し、西は長岡京市、北は淀樋爪町、東は桂川を隔てて伏見区納所、南は淀大下津町と接する。概ね町の南端を通る府道奥海印寺納所線が南東部に架かる宮前橋により、桂川左岸の伏見区納所（納所町）に通じている。かつて水路の要衝として栄え、船頭が多く居住していた。
。
江戸時代は淀城下6町のうち城外3町の一つ水垂町があり、水垂村域に含まれていた。水垂町は淀上荷船の拠点であった。明治4年（1871年）に水垂村は紀伊郡から乙訓郡に編入された。1878年（明治11年）に水垂町が水垂村に併合され、1889年（明治22年）の町村制施行により樋爪・大下津とともに淀村の大字（乙訓郡淀村大字水垂）となり、1936年（昭和11年）の淀村の淀町編入により久世郡淀町大字水垂、1957年（昭和32年）の淀町の京都市編入により京都市伏見区淀水垂町となる。郵便番号は613-0902。
水垂村には、現在の淀本町に移転した與杼神社があった。
淀大下津町（よどおおしもづちょう）は、京都市伏見区南西部に位置し、西は長岡京市および乙訓郡大山崎町、北は淀水垂町、南東は桂川を隔てて伏見区淀美豆町、淀木津町、淀下津町と接する。当地は淀二十石船ができるまでは、重要な交通要路であり多く船頭が住んでいた 。
淀大下津町は、水垂村（現在の淀水垂町）の桂川右岸下流側に位置する。かつては水垂とともに桂川・宇治川・木津川の合流点にあたり、水運の要所であった。
室町時代には諸権門により置かれた関（淀関）もこの大下津にあったと比定される。江戸時代は淀城下6町のうち城外3町の一つ大下津町があり、大下津村域に含まれていた。明治4年（1871年）に大下津村は紀伊郡から乙訓郡に編入された。1878年（明治11年）に大下津町が大下津村に併合され、明治22年に淀村の大字となった。1889年（明治22年）の町村制施行により樋爪・水垂とともに淀村の大字（乙訓郡淀村大字大下津）となり、1936年（昭和11年）の淀村の淀町編入により久世郡淀町大字大下津、1957年（昭和32年）の淀町の京都市編入により京都市伏見区淀大下津町となる。郵便番号は613-0907。

#### 旧淀町
淀池上町、淀本町、淀下津町、淀新町、淀木津町、淀川顔町が該当する。いずれもかつての久世郡淀町に含まれる。これらの町の北西部を流れる桂川の左岸に位置する。また付け替え前の宇治川・木津川間に挟まれた「島之内」と呼ばれたこの地にはかつて淀城が置かれた。
淀池上町（よどいけがみちょう）は、京都市伏見区南西部の町で、西端を京阪本線が走り、淀駅が位置する。中央部を府道淀停車場線が南進し、南部で右折してかつての淀駅に達する。中央部には、伏見区役所淀出張所・淀児童館が位置する。東南部に京都市立明親小学校が位置し、北部の一部は京都競馬場になっている 。
郵便番号は613-0904。
1957年（昭和32年）の久世郡淀町の京都市への編入により、旧淀町大字池上の一部が淀池上町となった。
淀本町（よどほんまち）は、京都市伏見区南西部の町で、北西部を流れる桂川と東端を通る京阪本線の間に位置し、淀駅付近に淀城跡・淀城跡公園・内濠跡・稲葉神社・與杼神社がある。與杼神社 は、もとは桂川対岸の水垂村（現在の淀水垂町）の大荒木の森にあったが、1900年（明治33年）に当地に移転した。北西部を主要地方道京都守口線（旧京阪国道）が通る 。
郵便番号は613-0903。
1957年（昭和32年）の久世郡淀町の京都市への編入により、旧淀町大字池上の一部が淀本町となった。
淀下津町（よどしもつちょう）は、京都市伏見区南西部の町で、北西部を桂川に、南東部を淀水路に限られた、細長い形をしている。北西部に主要地方道京都守口線（旧京阪国道） と京阪本線が通る。淀水路の北には京都市立大淀中学校が位置する 。
郵便番号は613-0905。
1957年（昭和32年）の久世郡淀町の京都市への編入により、旧淀町大字下津が淀下津町となった。
淀新町（よどしんちょう）は、京都市伏見区南西部の町で、桂川と宇治川にはさまれた場所にあり、南は久世郡久御山町と隣接する。南および南西を淀水路が通る。府道新町淀停車場線が北東から南西に通る 。
郵便番号は613-0906。
1957年（昭和32年）の久世郡淀町の京都市への編入により、旧淀町大字新町の一部が淀新町となった。
淀木津町（よどきづちょう）は、京都市伏見区南西部の町で、北西部に桂川が、南部に淀水路が流れる。中央部を京阪本線、その北に並行して主要地方道京都守口線（旧京阪国道）が通る。町の南西側ではかつての木津川旧河道であったため細長い形で入り込んでいる久世郡久御山町（大字大橋辺）と接している。現在、主要地方道宇治淀線は西隣の淀美豆町で京都守口線から分岐し、京阪本線を陸橋で跨ぐが、かつては淀木津町内から分岐していた。そのため、分岐の交差点名は淀木津となっている 。
郵便番号は613-0911。
1957年（昭和32年）の久世郡淀町の京都市への編入により、旧淀町大字新町の一部が淀木津町となった。
淀川顔町（よどかわづらちょう）は、京都市伏見区南西部の町で、南側を宇治川、北側は淀水路に並行して L字型にひらけており、西を南北を通る新町淀停車場線はかつての問屋町であった。周囲をほぼ久世郡久御山町に囲まれ、西南を主要地方道宇治淀線がかすめる 。  
郵便番号は613-0912。
1957年（昭和32年）の久世郡淀町の京都市への編入により、旧淀町大字新町の一部が淀川顔町となった。

### 淀南学区（旧美豆村）
京都市伏見区南西部に位置し、淀美豆町、淀際目町、淀生津町が該当する。京都市の最南端に位置し、木津川の右岸に位置する。いずれも近世の村（美豆村、際目村、生津村）に由来し、現在の八幡市川口にあたる川口村も含めた4か村により「八幡外四郷」を形成していた。明治初年の木津川付け替えにより川口村と対岸の右岸に位置するようになった3村は、町村制により綴喜郡美豆村の大字となった。その後宇治川付け替えにより大字美豆が宇治川の右岸、大字際目・生津が宇治川の左岸に位置することになった。美豆村は1935年（昭和10年）4月に久世郡淀町、1957年（昭和32年）4月に京都市へ編入された。
淀美豆町（よどみずちょう）は、京都市伏見区南西部の町で、宇治川を隔てて淀際目町の北に位置する。南西は八幡市、北西は桂川を隔てて乙訓郡大山崎町と伏見区淀大下津町、東は伏見区淀木津町、久世郡久御山町、八幡市の飛地（八幡長町）に接する。東部は木津川の旧河道にあたり、かつては淀城下（淀宿）の木津川対岸にあり、木津川には大坂街道（京街道）の橋（淀大橋）が架かっていた。町内には淀南学区を通学区域とする京都市立美豆小学校が位置する 。中世は石清水八幡宮領であり、美豆・際目・生津・川口の4か村により八幡外四郷を形成していた。京阪電気鉄道の淀車庫が位置する。
郵便番号は613-0916。
淀際目町（よどさいめちょう）は、京都市伏見区南西部の町で、淀生津町の北、宇治川を隔てて淀美豆町の南に位置する。西は八幡市、東は久世郡久御山町に接する。東部には、東端に沿って主要地方道宇治淀線が通り、 八幡市の飛地が2か所（八幡樋ノ口・八幡長町）が木津川の旧河道に位置する 。北部を府道八幡宇治線、京滋バイパス（国道478号）が通る。
際目の地名は、境界・結節点を表すと考えられる。
郵便番号は613-0915。
淀生津町（よどなまづちょう）は、京都市の最南端に位置する伏見区南西部の町で 、淀際目町の南に位置する。南および南西は八幡市、北東は久世郡久御山町、南東部は八幡市の飛地（川口高原）と接する。東部に、木津川の旧河道に沿って主要地方道宇治淀線が通り、南部には、木津川が西流する。
北野天満宮との関わりが深く、村には生津代官が置かれた。明治初年の木津川付け替えにより八幡地域とは分断されることになり、対岸の川口村（現・八幡市川口）との間に船を渡した。
郵便番号は613-0914。

### 納所学区（旧紀伊郡納所村）
納所（のうそ）は、京都市伏見区南西部に位置する、公称町名に納所を含む地域である。京都競馬場（通称：淀競馬場）が位置する向島又兵衛・葭島渡場島町を加えた地域は、京都市の学区（元学区）の納所学区（のうそがっく）にあたる。桂川・宇治川にはさまれた場所に位置し、宇治川の流路変更前は、淀城下（島之内）から宇治川の対岸にあり、淀小橋が架かっていた。地名は、貢物を納める倉庫が当地にあったことに由来する。
公称町名では、「町」の付く納所町と、「町」が付かず「納所」を冠する町名があるが、1931年（昭和6年）の紀伊郡納所村の京都市への編入時に、大字納所町の区域が納所町となり、大字納所村の区域が大字名である納所と小字名による町となった。

#### 納所町
納所町（のうそちょう）は、京都市伏見区南西部の町である。北西は桂川を隔てて右岸に淀水垂町、南西はかつての宇治川の河道を隔てて淀本町・淀池上町、南東は向島又兵衛・葭島渡場島町、東はかつての大字納所村に位置した、納所下野・納所薬師堂・納所南城堀・納所妙徳寺・納所北城堀に接する。町内にある町名の付いた交差点（納所町交差点）は、北から南西へ主要地方道京都守口線が通り、交差点には、宮前橋を通り府道奥海印寺納所線、また南西から三栖向納所線、また西部を南流する桂川に沿って鳥羽街道（大坂街道）が交差する。
交差点付近に、淀川を上ってきた朝鮮通信使が上陸したという唐人雁木の碑が建つ。かつて当町付近には、米・塩・魚を水揚げし、朝廷に貢物を納める倉庫があった 。納所町は、淀城の城内3町（池上町・下津町・新町）とともに地子免除の対象となっていた。
郵便番号は612-8275。

#### 旧大字納所村
納所町以外の納所を冠する町名をもつ町はかつての納所村大字納所村にあたる。
郵便番号は612-8267,68,71-74,76-79。
町名一覧
- 納所妙徳寺
- 納所南城堀
- 納所薬師堂
- 納所北城堀
- 納所星柳
- 納所和泉屋
- 納所中河原
- 納所岸ノ下
- 納所大野
- 納所下野
- 納所外島

## 交通

### 鉄道
- 京阪電気鉄道京阪本線 - 淀駅

### 路線バス
- 京都市営バス・京都京阪バス：京阪淀駅 - 納所町 - 納所北城堀 - 納所岸ノ下 -
- 京都市営バス：京阪淀駅 - 宮前橋西詰 - 水垂町 - 樋爪町 - 上樋爪 -
- 京都京阪バス・阪急バス：京阪淀駅 - 大下津 -
- 京都京阪バス：京阪淀駅 - 淀木津町 - 淀下津町 - 淀新町 - (北川顔) - (藤和田) - 生津 -

### 道路
国道
- 京滋バイパス
- 国道478号

府道
- 京都府道13号京都守口線（旧京阪国道）
- 京都府道15号宇治淀線
- 京都府道81号八幡宇治線
- 京都府道123号水垂上桂線
- 京都府道124号三栖向納所線（淀堤）
- 京都府道125号淀停車場線
- 京都府道126号新町淀停車場線
- 京都府道204号奥海印寺納所線
- 京都府道801号京都八幡木津自転車道線

その他
- 千本通（鳥羽街道・大阪街道）

## 主な施設

### 教育・保育機関
- 京都市立大淀中学校
- 京都市立明親小学校
- 京都市立納所小学校
- 京都市立美豆小学校
- 京都市淀保育所

### 公的機関
- 京都市伏見区役所 淀出張所
- 京都市消防局伏見消防署 淀消防出張所

### 金融機関
- 京都銀行 淀支店
- 京都中央信用金庫 淀支店

### 郵便局
- 京都淀池上郵便局
- 京都納所郵便局

### その他
- 日本中央競馬会 京都競馬場

## 名所・旧跡等
- 淀城跡
- 唐人雁木跡
- 淀小橋跡

## 淀宿
京街道の宿場で、伏見宿と枚方宿の間に位置した。近世五街道の一つ東海道の延長部として「東海道五十七次」の55番目の宿場に数えられることもある。
本陣・脇本陣は置かれず、人馬継立の業務のみ行っていた。問屋場が淀小橋の北側に位置した納所に置かれ、宿立人馬は人足百人・馬百疋で、そのうちの5人・5疋が定囲、25人・25疋が臨時御用囲となっていた。本陣・脇本陣は置かれなかったが、『東海道宿村大概帳』によれば「旅籠屋小拾六軒」とあり、また下津町には宗対馬守本陣や朝鮮通信使接待用の本陣も置かれた。
宇治川（旧河道）に架かっていた淀小橋の北詰で、東海道（京街道）のルートとなる宇治川右岸を進んで伏見宿に至る淀堤と、桂川左岸を進んで京都東寺口に至る鳥羽街道に分かれる。この淀小橋北詰に淀宿の高札場があった。
大坂方面の次の宿は枚方宿であるが、途中の橋本は間の宿として賑わった。

### 隣の宿
東海道（京街道）
伏見宿 - 淀宿 - 枚方宿

## 京都競馬場
競馬ファンの間では淀競馬場あるいは単に淀と通称される。敷地の大部分が宇治川右岸の向島又兵衛および葭島渡場島町（両町とも京都市伏見区）に位置する。同地はかつての宇治川の右岸堤防である淀堤からは堤外側（河川側）にあたり、明治期の宇治川改修により、宇治川右岸堤内に取り込まれた場所となる。
特に、この競馬場で実施されるGIレースの天皇賞（春）、秋華賞、菊花賞、エリザベス女王杯、マイルチャンピオンシップなどの開催日には、全国の競馬ファンが多く詰め掛ける。1970年（昭和45年）に栗東トレーニングセンターに移転するまでは厩舎も存在した。